# Megan Romano
Pour les articles homonymes, voir Romano.
Megan Romano, née le 2 février 1991 à Tampa (Floride), est une nageuse américaine, spécialiste du 100 m nage libre et du dos.

## Palmarès
| Grand bassin - Championnats du monde 2013 à Barcelone (Espagne) : - Médaille d'or au titre du relais 4 × 100 m nage libre - Médaille d'or au titre du relais 4 × 100 m 4 nages | Petit bassin - Championnats du monde 2012 à Istanbul (Turquie) : - Médaille d'or au titre du relais 4 × 100 m nage libre - Médaille d'or au titre du relais 4 × 200 m nage libre - Médaille d'argent du 100 m nage libre - Médaille de bronze au titre du relais 4 × 100 m 4 nages |